# 耐熱性
耐熱性（たいねつせい、英語：heat resistance）とは、物質が高温にさらされた際に、物性を維持する性質をいう。

## 耐熱性樹脂の構造
耐熱性の指標であるガラス転移温度を決める要因は、高分子中の内部回転障壁、双極子ー双極子相互作用、水素結合などである。つまり、内部回転に高い障壁を有するような芳香環を主鎖に組み込み、双極子ー双極子相互作用や水素結合が生じるような置換基を持つ高耐熱性樹脂を合成すれば、 ガラス転移温度と融点の高い高分子になるはずである。
エポキシ樹脂などでは、一分子あたりのエポキシ基の数が多いものほど高い架橋密度を有し、より耐熱性に優れた硬化物を与える。

## 合成樹脂の耐熱性判定

### 外観判定
合成樹脂の耐熱性を判断するにあたり、簡便な手法として外観の変化を観察するものがある。具体的には、ふくれ、ひび割れ（クラック）、変形（そり、曲がり、ねじれ）、変色（黄変や褐色化など）、透明性の喪失（失透）などがある。

### 耐熱変形性判定
耐熱性を数値化する方法として、高熱下で外部から力を加えた際の形状や寸法を維持する抵抗力を測定する手法がある。
荷重たわみ温度（熱変形温度、Heat Deflection Temperature、HDT）
加熱浴槽の中に規定された寸法の試験片の両端を支持して据え、中央部に荷重をかけた状態で浴槽の温度を上昇させる。試験片に一定のたわみが生じた時の温度を荷重たわみ温度（単位：°C）として耐熱性の指標とする。試験結果は試験片の寸法や荷重量によって左右されるため、これらの数値を併記する。このHDTは一般に、非晶性樹脂の場合はガラス転移点と、結晶性樹脂の場合は融点とほぼ相関する。
ビカット軟化温度（ビカット軟化点、Vicat Softening Temperature、VST）
加熱浴槽の中に規定された寸法の試験片を据え、中央部に一定の断面積（JIS K7206では1mm2）の端面を押し当てた状態で浴槽の温度を上昇させる。試験片に端面は一定の深さまで食い込んだ時の温度をビカット軟化温度（単位：°C）として耐熱性の指標とする。
ボールプレッシャー試験方法（Ball pressure test method）
国際電気標準会議 (IEC) 規格に採用され、電気用品取締法施行細目にも取り入れられている試験方法。電気用品のハウジングまたは充電機構を保持する絶縁物として使用される熱可塑性樹脂について特に定められており、実使用温度よりも20℃高い温度環境にて、直径5mmの鋼球を2kg荷重で1時間押し当て、へこみ部分の直径が2mm以下ならば耐熱性を有していると判断される。

## 接着剤の耐熱性判定
接着剤の耐熱性とは、高温下において物を接着させた状態を維持できることを指し、実際に接着接合が解けてしまう軟化温度を測定する。
JIS K6833に規定された軟化温度測定では、端部に耳を持った接着面積25cm×25cmを貼り合わせた試験片を準備し、500gの重りを耳部に吊り下げ、加熱浴槽の中で温度を上昇させる。接着剤が軟化し重りが落下した時の温度を軟化温度とする。